# جای خالی سلوچ
جای خالی سُلوچ رمانی رئالیستی از محمود دولت‌آبادی است که در سال ۱۳۵۸ توسط انتشارات آگاه به چاپ رسیده‌است. این کتاب در فاصلۀ زمانی بین انتشار جلد دوم و سوم کلیدر و در واقع بلافاصله پس از آزادی دولت‌آبادی از زندان ساواک و طی ۷۰ روز نوشته شده‌است. دولت‌آبادی داستان آن را به هنگامی که دورهٔ سه سالهٔ حبس را می‌گذراند در ذهنش پرورانده بود. به گفته دولت‌آبادی «جای خالی سلوچ» مبنایی عمیقاً تاریخی دارد -مبنایی که پس از آن نیز در دیگر آثارش ادامه داده و در واقع با کلیدر شروع می‌شود.

## خلاصه داستان
داستان جای خالی سلوچ روایت دردمندانه زندگی یک زن روستایی (مِرگان) در یکی از نقاط دورافتادهٔ ایران (روستای زمینج) است که سعی می‌کند پس از ناپدید شدن ناگهانی شوهرش کانون خانواده را همچنان
حفظ کند. مرگان دو پسر به نام‌های عباس و اَبراو (Abraw) و دختری به نام هاجر دارد.

## به زبان‌های دیگر
- ترجمه به انگلیسی توسط کامران رستگار، هابوکن، نیوجرسی: ملویل هاوس، ۲۰۰۷.[۲]
- ترجمه به ایتالیایی توسط آنا ونسن.[۳]
- ترجمه به فرانسوی توسط مریم عسگری
- ترجمه به آلمانی توسط زیگرید لطفی، زوریخ: اونیونزفرلاگ، ۱۹۹۱.
- ترجمه به کُردی توسط امین گردیگلانی، اربیل: مرکز تحقیق و انتشارات موکریانی، چاپ اول: ۲۰۰۶.
- ترجمه به هلندی
- ترجمه به بلوچی (سلوچ ءِ هورکین جاه، ترجمۀ محمد امیری، تهران: ربیدان‏‫، ۱۴۰۲.‬)

## دربارۀ رمان
- بیژنی دلیوند، اعظم، ‏‏‫از تهران مخوف تا جای خالی سلوچ‏‫: نقد و پژوهش رمان ایرانی پیش از کودتای ۲۸ مرداد و پس از آن، تهران‏‫: روزگار‏‫، ۱۳۹۰.‬
- س‍اع‍ی‌ ارس‍ی‌، ای‍رج‌ و صالحی، پرویز،‏‫ جامعه‌شناسی رمان: پژوهشی در "جای خالی سلوچ" اثر محمود دولت‌آبادی، تهران:‌ بهمن برنا‏‫، ۱۳۹۲.‭‬‬
- مظفری، سولماز و مظفری، سامان، این چهار زن: نگاهی به سفر قهرمانی شخصيت در چهار رمان معاصر پارسی: سووشون، چشمهايش، جای خالی سلوچ و شوهر آهو خانم، شیراز: ‏‫نادریان‬، ‏‫۱۳۹۳‬.
- خورشیدی، حسین‫ و پاکرو، فاطمه، با شیخ درویش به دنبال سلوچ: بررسی تطبیقی رمان جای خالی سلوچ محمود دولت‌آبادی و رمان کوچۀ مدق نجیب محفوظ، تهران: تیرگان، ۱۳۹۴؛ چاپ دوم با عنوان هویت و بحران مدرنیته، تهران: نشر سولار، ‏‫۱۳۹۹.‬
- محمودی، عزت‌الله، پاباغی، فاطمه و اسماعیلی، زیبا، ‏زیبایی‌شناسی رمان جای خالی سلوچ، همدان: انتشارات سکر، ‏‫۱۳۹۴.‭‬
- مجتهدی، فرزانه، شخصیت در آیینۀ زبان: پیوند زبان و شخصیت در جای خالی سلوچ، اراک: نشر نویسنده‏‫، ۱۳۹۴.‬
- مختارزاده، مریم، ‏شخصیت زن در رمان‌های ایرانی مطالعه موردی بوف کور، زنی که مردش را گم کرد، کلیدر و جای خالی سلوچ، تهران: انتشارات جامعه‌شناسان‏‫، ۱۳۹۵.‬
- محمودی، جواد و آزادگان‌دهکردی، بهناز، ‏جلوه‌های حقوقی جای خالی سلوچ، تهران: نشر میزان‏‫، ۱۳۹۵.‬
- صادقی، معصومه، ‏تأثیر ادبیات کلاسیک فارسی در داستان‌نویسی معاصر: با نگاهی به رمان‌های سووشون، جای خالی سلوچ، آتش بدون دود، تهران: امیرکبیر‏‫، ۱۳۹۶.‬
- ‏‫فهرستی‬، ‏‫سمیه‬، سیری در سلوچ: شخصیت‌پردازی در رمان جای خالی سلوچ، زنجان: قلم مهر‏‫، ۱۴۰۰.
- حیدری، شیوا، ‏از تبار بیهقی: نقد و بررسی آثار محمود دولت‌آبادی با تکیه بر کلیدر و جای خالی سلوچ، تهران: انتشارات آموزشی تألیفی ارشدان، ‏‫‬‏۱۴۰۱.
- موسوی مقدم، سیده صدیقه و رحیمی، ابوالقاسم، اضطراب‌ها و تنش‌های روانی-اجتماعی خود را بشناسیم: پژوهشی تطبیقی در چهار اثر برگزیدۀ داستانی: جای خالی سلوچ، پاییز فصل آخر سال است، روی ماه خداوند را ببوس و چراغ‌ها را من خاموش می‌کنم، مشهد: ارسطو‏‫، ‏‫۱۴۰۳.‬‬